# Rivière Nemenjiche
Pour les articles homonymes, voir Nemenjiche.
La rivière Nemenjiche est un affluent des lacs Obatogamau, coulant dans le territoire de Jamésie, dans la région administrative du Nord-du-Québec, dans la province de Québec, au Canada. Le cours de la rivière traverse les cantons de Robert, de Rohault, de Gamache et de Dauversière.
Le côté Est du bassin versant de la rivière Nemenjiche est accessible par une route forestière (sens Nord-Sud) qui se détache de la route 113 laquelle relie Lebel-sur-Quévillon à Chibougamau. Le côté Ouest est desservi par la route R1032 qui remonte vers le Nord jusqu’au Sud du Lac Fancamp.
La surface de la rivière Nemenjiche est habituellement gelée du début novembre à la mi-mai, toutefois la circulation sécuritaire sur la glace se fait généralement de la mi-novembre à la mi-avril.

## Géographie
Les principaux bassins versants voisins de la rivière Nemenjiche sont :
- côté Nord : lacs Obatogamau dont le lac La Dauversière, lac Le Royer, rivière Chibougamau ;
- côté Est : rivière Normandin, rivière de la Coquille, lac Rohault, rivière au Tonnerre ;
- côté Sud : lac Gabriel, rivière Opawica, rivière Cawcot ;
- côté Ouest : rivière Opawica, lac Caopatina, lac Surprise, rivière Irène.

La rivière Nemenjiche prend sa source à l’embouchure du lac Nemenjiche (longueur : 6,0 km ; altitude : 394 m) qui s’étend dans les cantons de Robert et de Rohault. Ce lac est situé à 0,7 km du côté Ouest de la ligne de démarcation entre la municipalité régionale de comté (MRC) du Le Domaine-du-Roy et la Eeyou Istchee Baie-James (municipalité) ; cette démarcation constitue la ligne de partage des eaux entre le versant de la baie James et le versant du lac Saint-Jean.
De forme allongée dans le sens Nord-Sud, ce lac comporte une quarantaine d’îles. Il est approvisionné par le Nord par la décharge de quelques petits lacs non identifiés et par l’Ouest par cinq lacs non identifiés. L’embouchure du lac Nemenjiche est situé à :
- 4,9 km à l’Ouest du lac Rohault ;
- 11,2 km au Sud de la baie Nemenjiche des lacs Obatogamau ;
- 35,1 km au Sud-Est de l’embouchure du lac à l'Eau Jaune des lacs Obatogamau ;
- 86,3 km à l’Est de l’embouchure de la rivière Obatogamau (confluence avec la rivière Chibougamau) ;
- 183,5 km à l’Est de l’embouchure du lac au Goéland (rivière Waswanipi) ;
- 21,0 km au Sud-Ouest du chemin de fer du Canadien National et de la route 167 ; ces deux voies qui sont en parallèle relient Saint-Félicien (Québec) à Chibougamau ;
- 47,4 km au Sud-Est du centre du village de Chapais (Québec) ;
- 54,3 km au Sud-Est du centre-ville de Chibougamau ;
- 379,5 km au Sud-Est de l’embouchure de la rivière Nottaway.

À partir de sa source (embouchure du lac Nemenjiche), la rivière Nemenjiche coule sur 17,4 km selon les segments suivants :
- 1,3 km vers l’Ouest jusqu’à la limite du canton de Gamache en passant au Nord d’une montagne dont le sommet atteint 474 m ;
- 8,3 km vers le Nord en zone de marais et en chevauchant la démarcation des cantons de Gamache et de Rohault ;
- 1,9 km vers le Nord-Est, jusqu’à la limite Sud du canton de La Dauversière ;
- 5,9 km vers le Nord, jusqu’à son embouchure[2].

La rivière Nemenjiche se déverse au fond d’une baie étroite de la baie Nemenjiche sur la rive Sud des lacs Obatogamau. À partir de cette embouchure, le courant traverse vers le Nord-Ouest, les lacs Obatogamau, jusqu’à l’embouchure du lac à l'Eau Jaune. De là, le courant coule vers le Sud-Ouest en empruntant le cours de la rivière Obatogamau, puis vers le  Sud-Ouest par la rivière Chibougamau, jusqu’à la rive Est du lac au Goéland (rivière Waswanipi). Ce dernier est traversé vers le Nord-Ouest par la rivière Waswanipi qui est un affluent du lac Matagami.
L’embouchure de la rivière Nemenjiche située à :
- 27,4 km au Sud-Est de l’embouchure du lac à l'Eau Jaune des Lacs Obatogamau ;
- 82,8 km à l’Est de l’embouchure de la rivière Obatogamau (confluence avec la rivière Chibougamau) ;
- 11,6 km au Nord-Est de l’embouchure de la rivière Chibougamau (confluence avec la rivière Opawica) ;
- 182 km à l’Est de l’embouchure du lac au Goéland (rivière Waswanipi) ;
- 40,8 km au Sud-Est du centre du village de Chapais (Québec) ;
- 42,8 km au Sud du centre-ville de Chibougamau.

## Toponymie
Le toponyme « rivière Nemenjiche » a été officialisé le 5 décembre 1968 à la Commission de toponymie du Québec, soit à la création de cette commission.